# Lake MacLeod
Lake MacLeod is het meest westelijk gelegen meer van Australië. Het ligt ten noorden van Carnarvon in de regio Gascoyne.

## Geschiedenis
Ten tijde van de Europese kolonisatie leefden de Baijungu Aborigines in het gebied.
Sinds de jaren 1880 zijn er pastorale stations actief rond Lake MacLeod.
In de jaren 1960 begon de 'Texada mining company' in het zuidelijke deel Lake MacLeod zout te ontginnen. Het bedrijf werd in 1978 door 'Dampier Salt Ltd' overgenomen. 'Dampier Salt Ltd' maakt deel uit van 'Rio Tinto Group'. Het is de grootste uitvoerder van uit zeewater gewonnen zout ter wereld.

## Geografie
Lake MacLeod ligt 30 kilometer ten noorden van Carnarvon, in de IBRA-regio Carnarvon, 20 kilometer landinwaarts van de Ningaloo-kust. Het is ongeveer 2.000 km² groot, 110 kilometer lang en tot 40 kilometer breed.
Van september tot juni staat het meer bijna volledig droog. Permanente waterpoelen beslaan slechts een oppervlakte van 60 km². Zoetwater wordt door onder meer de rivieren de Minilya, de Lyndon en bij zware overstromingen uitzonderlijk ook door de rivier de Gascoyne aangevoerd. Vanuit de Indische Oceaan is er infiltratie van zeewater door een karstsysteem. Door het samenkomen van het rivierwater en zeewater ontstaat brak water.
Lake MacLeod ligt in een gebied waar een native title eis op rust. De Yinggarda, Baiyungu en de Thalanyji Aborigines werken daarvoor samen in de 'Gnulli Native Title Claim Group'.
In het zuidelijk deel van Lake MacCleod wint het bedrijf 'Dampier Salt Ltd' zout en gips door middel van de verdamping van zeewater.
In het noordelijk deel van het meer ligt een gebied dat onder bescherming van de conventie van Ramsar zou komen te staan. De grenzen van het gebied komen overeen met die van de Important Bird Area (IBA), uitgeroepen door Birds International. De meeste permanente waterpoelen bevinden zich in dit gebied.

## Fauna en flora
Een groot deel van de biodiversiteit in het gebied is te danken aan omvangrijke mangroven. De populatie Avicennia marina rond en in Lake MacLeod behoort tot de grootste inlandse mangrovepopulaties ter wereld. De mangrovereiger, witoogmangrovezanger, mangrovebrilvogel en de witborstspitsvogel leven in de mangroven.
Elk jaar worden op en rond de noordelijke waterpoelen minstens 50.000 vogels uit meer dan 70 watervogelsoorten geteld. De soorten die het gebied tot een IBA maken door hun veeltalige aanwezigheid zijn:
- bandsteltkluut
- Australische kluut
- roodkopplevier
- krombekstrandloper
- roodkeelstrandloper
- elfenstern
- witoogmangrovezanger

In de waterpoelen werden onder meer volgende vissoorten aangetroffen:
- Amniataba caudavittata (waar het oceaanwater insijpeld)
- Craterocephalus pauciradiatus (waar het oceaanwater insijpeld)
- Mugil cephalus (waar het oceaanwater insijpeld)
- Leiopotherapon unicolor (sporadisch)
- Lutjanus argentimaculatus (sporadisch)
- natalbaars (door overstromingen van de Gascoyne)

De ongewervelden die de vogels en vissen tot voedsel dienen bestaan uit onder meer:
- weekdieren uit het geslacht Marginella en het geslacht Hydrococcus
- borstelwormen uit het geslacht Capitella en het geslacht Leitoscolopsis
- mosselkreeftjes
- eenoogkreeftjes
- vlokreeften
- Foraminifera